# Dana, Iordania
For rezervația naturală, click aici.
Dana (în arabă ضانا) este un sat în apropiere de orașul Tafilah, în zona Feynan din centru-vestul Iordaniei în Guvernoratul Tafilah. Este situat la marginea Wadi Dana, un mare canion natural, și are vedere asupra Wadi Araba. Este gazda Rezervației Biosferei Dana, una dintre cele mai importante rezervații naturale ale Iordaniei cu facilități de ecoturism.
Satul modern Dana este locuit de aproximativ 500 de ani. Potrivit unor surse, satul a fost construit de beduini din Hebron, Palestina, care s-au stabilit în zona în timpul perioadei otomane și au fost membri ai unui trib numit Al 'Ata'ata. Probabil cei 6.000 de ani de ocupație umană anterioară în sit includeau culturi paleolitice, edomite, asiriene,  egiptene, nabataeane, și romane, profitând de poziția sa topografică ușor de apărat, de solul fertil și de apă. Se presupune că păstrează multe aspecte ale satelor iordaniene ale secolului al XIX-lea. 
Societatea Regală pentru Conservarea Naturii (SRCN) a inițiat un proiect de protejare a naturii din jurul satului și de promovare a dezvoltării durabile și a turismului („revitalizare”).	Multe dintre familiile din Dana se îndreaptă spre satul din apropiere Qadisiyya pentru accesul la facilități mai moderne.

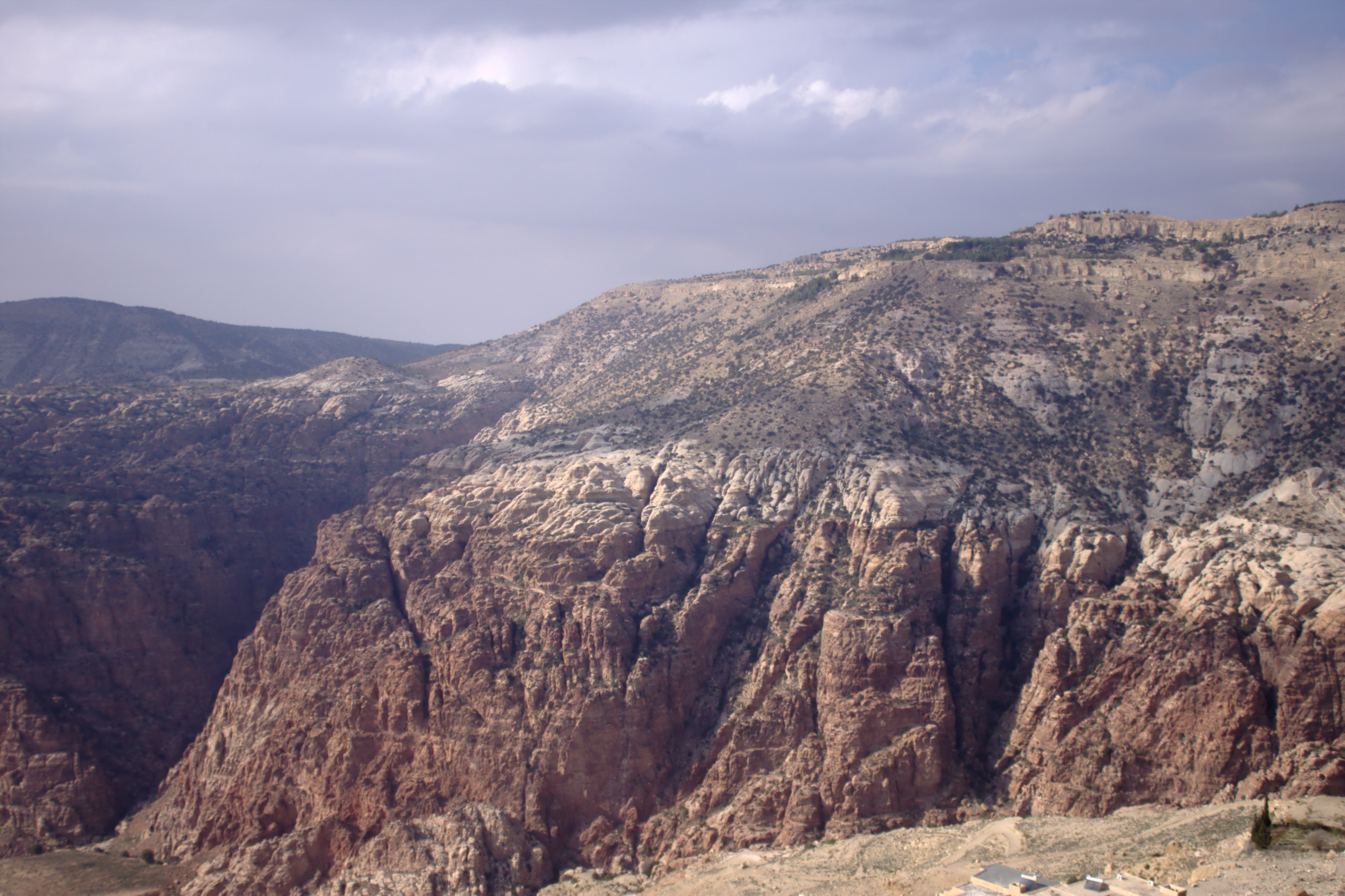
Valea Danei

Dana găzduiește mai multe hoteluri, inclusiv Pensiunea RSCN și Hotelul Dana operat de Dana și Cooperativa Comunității locale Qadisiyah.

## Galerie

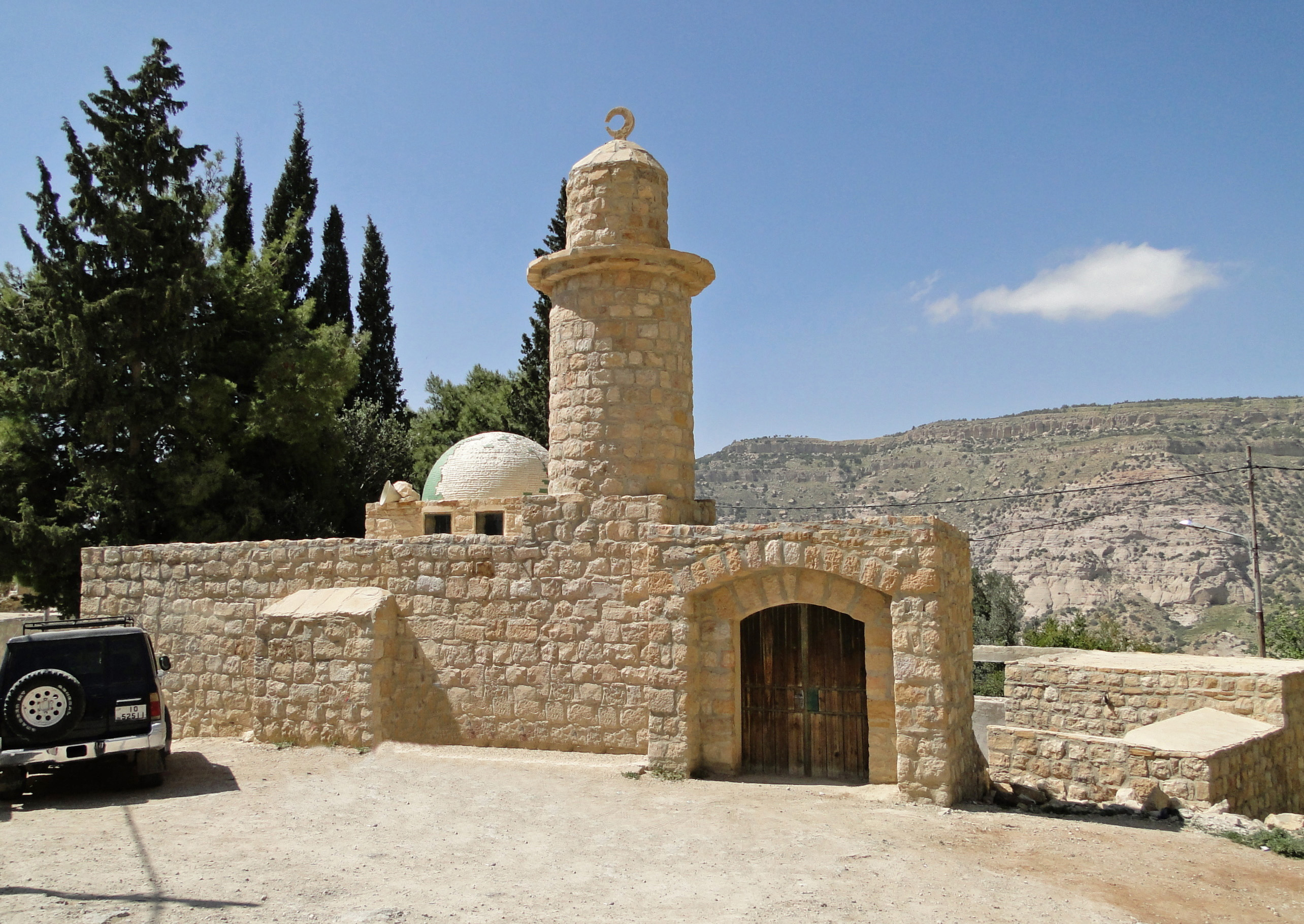
Moschea din Dana,
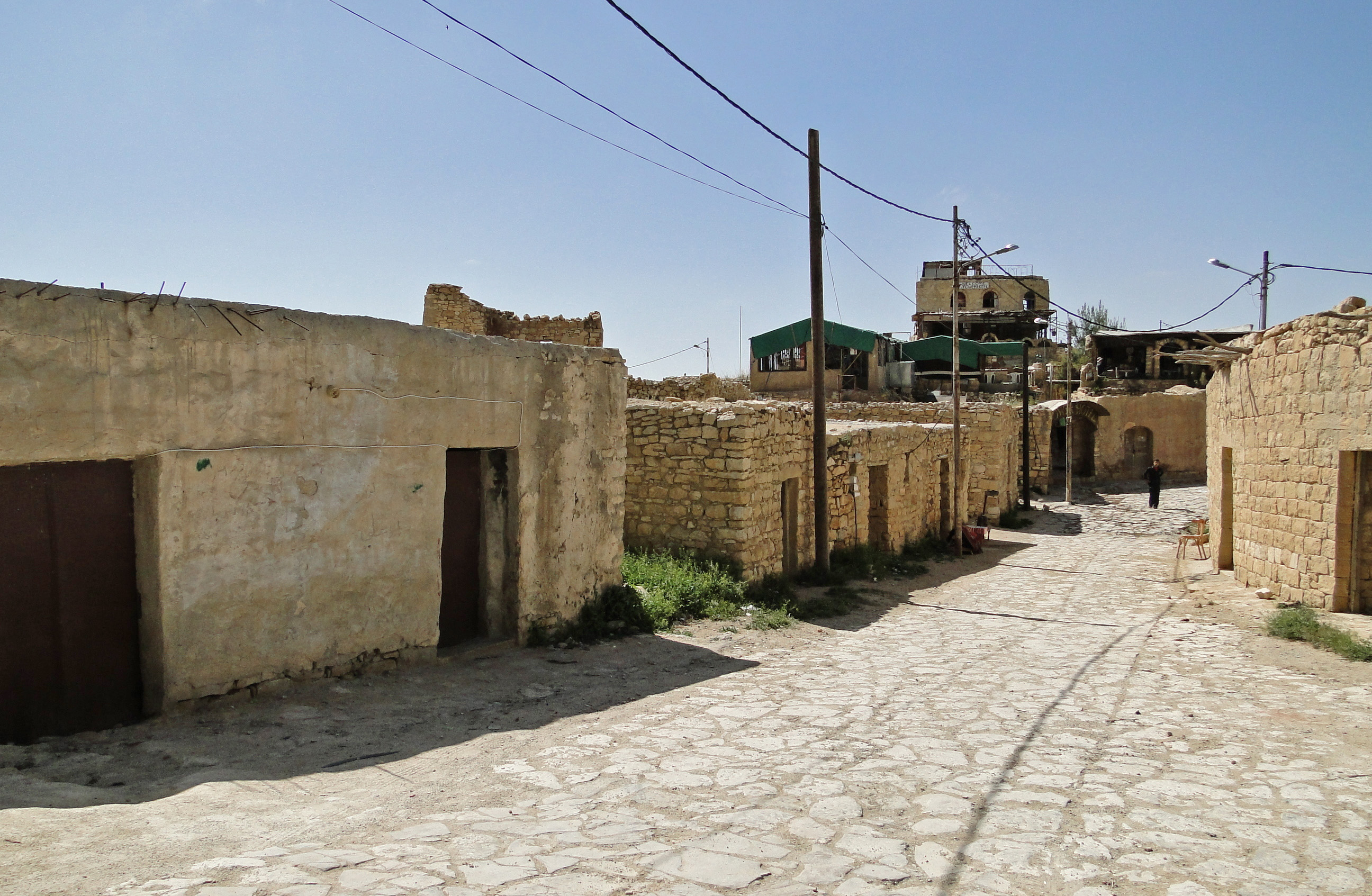
Dana, strada principală
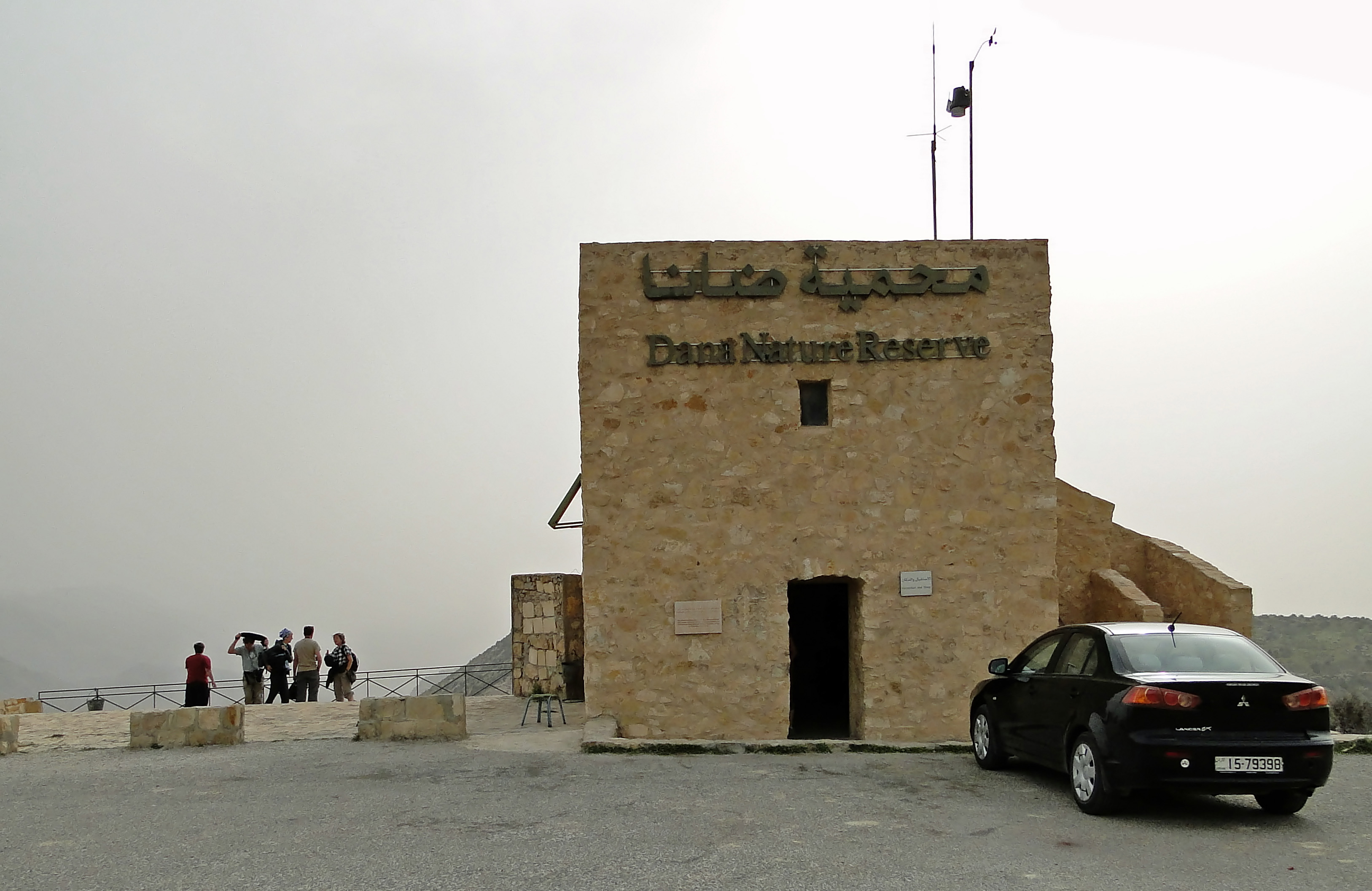
Rezervația Naturală Dana

## Climă
| Date climatice pentru Dana | Date climatice pentru Dana                                                   | Date climatice pentru Dana | Date climatice pentru Dana | Date climatice pentru Dana | Date climatice pentru Dana | Date climatice pentru Dana | Date climatice pentru Dana | Date climatice pentru Dana | Date climatice pentru Dana | Date climatice pentru Dana | Date climatice pentru Dana | Date climatice pentru Dana | Date climatice pentru Dana |
| Luna                       | Ian                                                                          | Feb                        | Mar                        | Apr                        | Mai                        | Iun                        | Iul                        | Aug                        | Sep                        | Oct                        | Nov                        | Dec                        | Anual                      |
| -------------------------- | ---------------------------------------------------------------------------- | -------------------------- | -------------------------- | -------------------------- | -------------------------- | -------------------------- | -------------------------- | -------------------------- | -------------------------- | -------------------------- | -------------------------- | -------------------------- | -------------------------- |
| Maxima medie °C (°F)       | 9.8 (49,6)                                                                   | 11.4 (52,5)                | 14.9 (58,8)                | 19.1 (66,4)                | 22.9 (73,2)                | 26.7 (80,1)                | 27.7 (81,9)                | 28.3 (82,9)                | 26.2 (79,2)                | 23.0 (73,4)                | 17.0 (62,6)                | 12.2 (54)                  | 19,93 (67,88)              |
| Minima medie °C (°F)       | 1.5 jjjjjjjjj (Eroare de expresie: „jjjjjjjjj” este un cuvânt nerecunoscut.) | 1.8 (35,2)                 | 4.3 (39,7)                 | 7.4 (45,3)                 | 10.2 (50,4)                | 12.6 (54,7)                | 14.6 (58,3)                | 15.2 (59,4)                | 12.7 (54,9)                | 10.4 (50,7)                | 6.5 (43,7)                 | 2.7 (36,9)                 |                            |
| Precipitații mm (inches)   | 72 (2.83)                                                                    | 64 (2.52)                  | 61 (2.4)                   | 20 (0.79)                  | 6 (0.24)                   | 0 (0)                      | 0 (0)                      | 0 (0)                      | 0 (0)                      | 4 (0.16)                   | 24 (0.94)                  | 69 (2.72)                  | 320 (12,6)                 |
| Sursă: Climate-data.org    |                                                                              |                            |                            |                            |                            |                            |                            |                            |                            |                            |                            |                            |                            |

## Vezi mai multe
- Fotografii de arhivă ale Danei de-a lungul secolului 20 prin intermediul American Center of Research Arhiva foto:
  - https://acor.digitalrelab.com/index.php?s=filter=place_name:Dana% 20 (Iordania)
- O prezentare generală a Rezervației Biosferei Dana prin intermediul Iordaniei Sălbatice, o inițiativă a Royal Society for the Conservation of Nature:
  - https://www.wildjordan.com/destinations/dana-biosphere-reserve Arhivat în 13 februarie 2022, la Wayback Machine.